# Brachychiton populneus

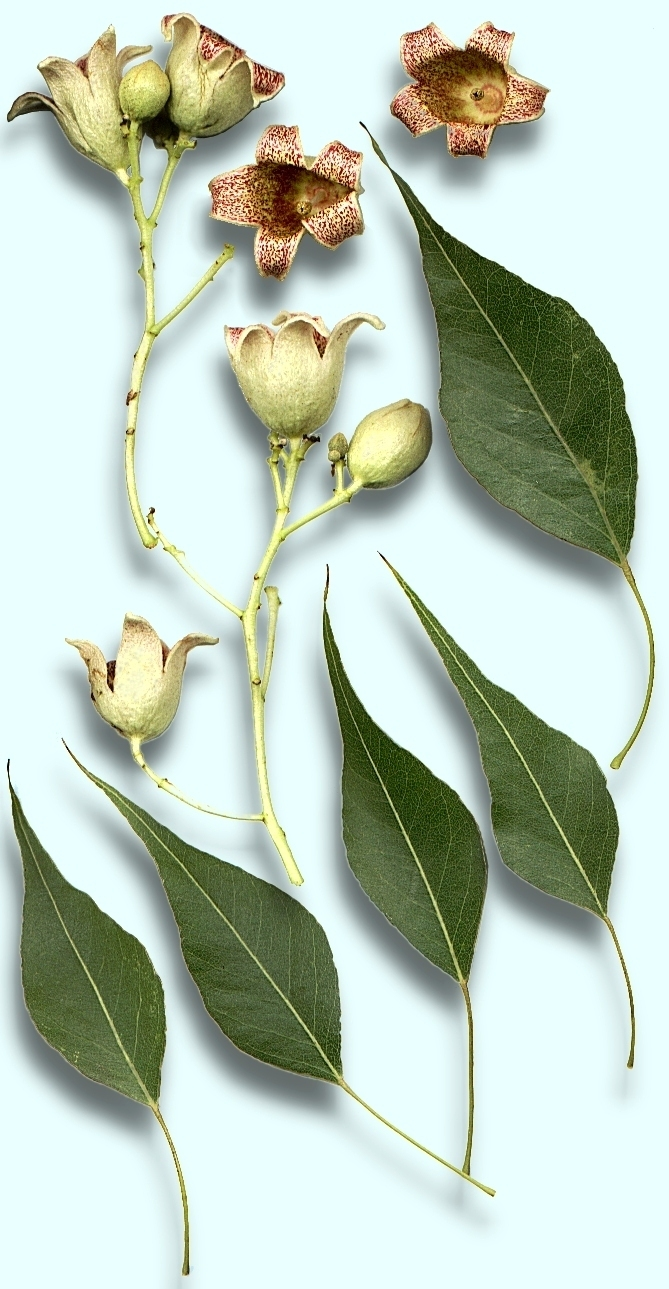
Brachychiton populneus (detalhe das flores e folhas).

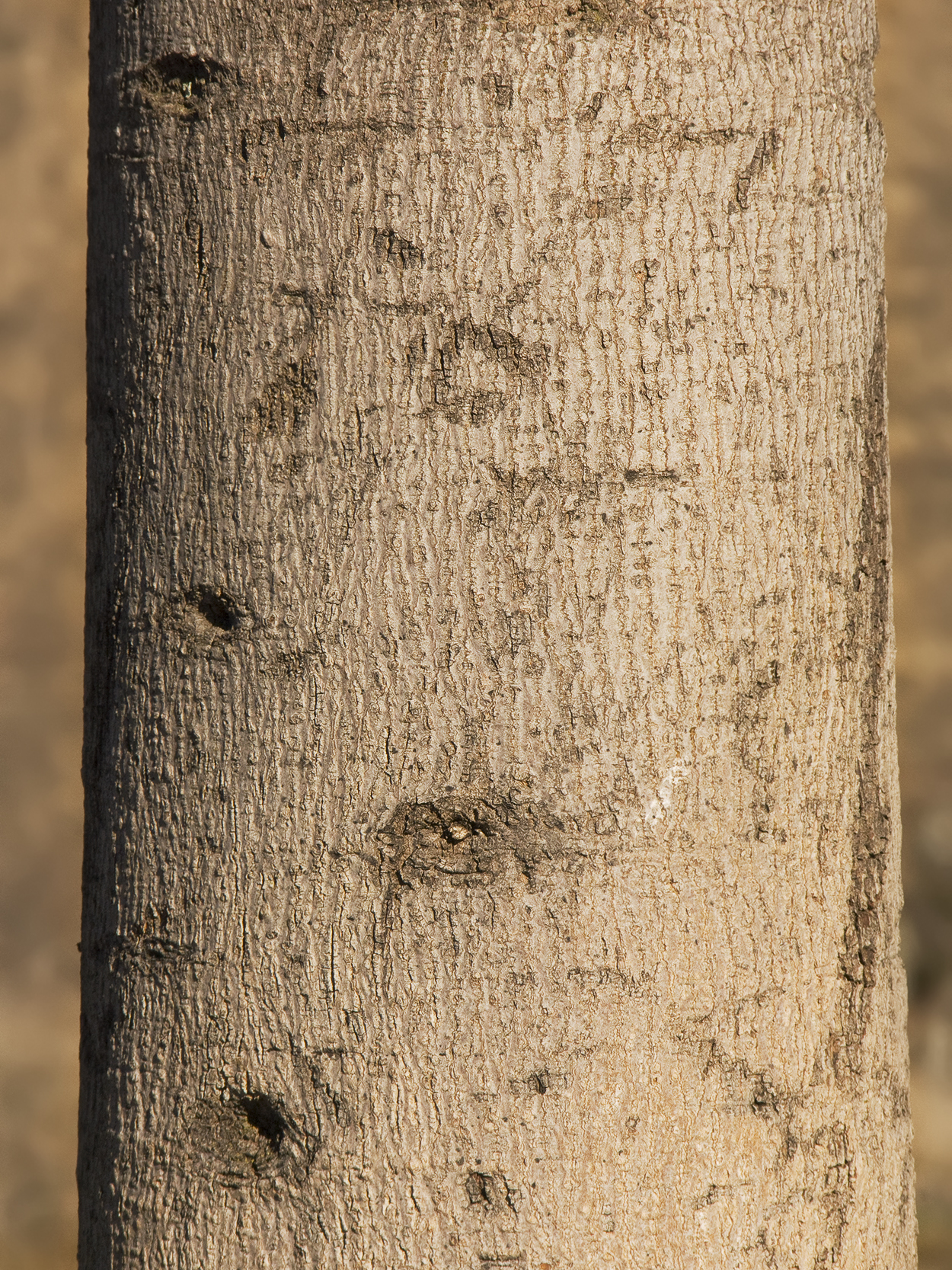
Detalhe do ritidoma do tronco.

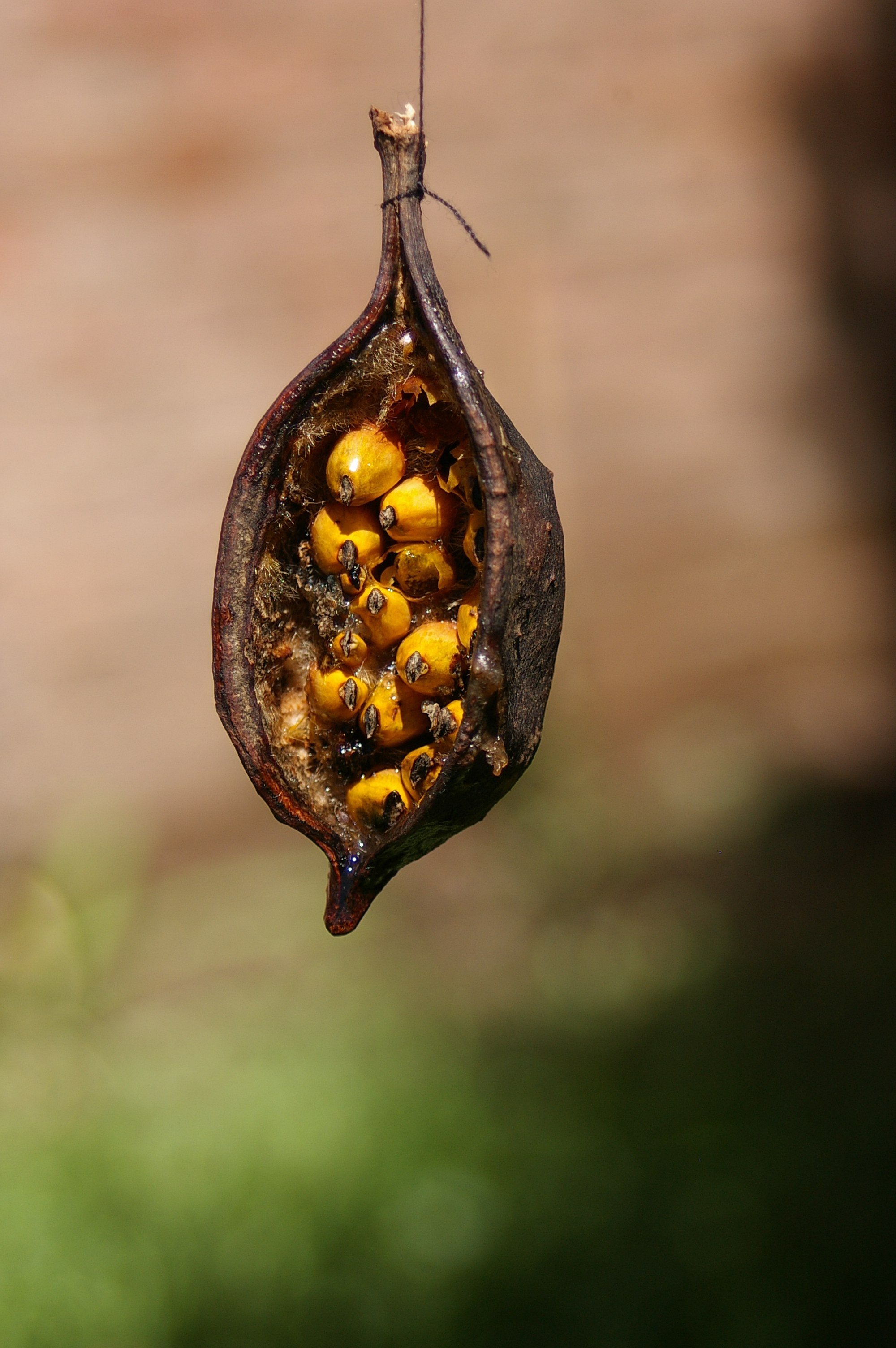
Detalhe do fruto.

Brachychiton populneus (Schott & Endl.) R.Br. é uma espécie da família Malvaceae conhecida pelos nomes comuns de perna-de-moça, branquiquito ou kurrajong. É uma árvore de pequena a média dimensão (mesofanerófito) com distribuição natural restrita à Austrália, ocorrendo desde as zonas costeiras mais húmidas até ao interior semi-árido de Victoria, Nova Gales do Sul e Queensland.

## Descrição
A espécie é um mesofanerófito de tronco engrossado, do tipo paquicaule, que lhe permite o armazenamento de água e a sobrevivência em zonas de clima quente e seco. A espécie regenera bem a partir de um tubérculo constituído pela raiz primária resistente à seca e ao fogo.
As folhas variam consideravelmente em forma, podendo ser simples e pontiagudas ou apresentar de 3 a 9 lóbulos.
As flores em forma de sino (campanuliformes), com coloração variável entre o rosa-pálido e o rosa.
Para além do seu uso como planta ornamental, a espécie tem múltiplas utilizações. Os povos aborígenes da Austrália comem as sementes depois de tostadas. A madeira, suave e esponjosa, era usada para fazer escudos e a casca para produzir fibras. As folhas são usadas como forragem de emergência para o gado em períodos de seca.
Foi introduzido como árvore ornamental no sudoeste da Austrália, África do Sul, Luisiana, Califórnia e Arizona. No oeste da Austrália revelou-se espécie invasora em áreas disturbadas. É muito usada também como ornamental na Andaluzia e no levante espanhol.
O braquiquito é estreitamente aparentado com outras especies do género Brachychiton utilizadas para fins ornamentais, como B. rupestris e B. acerifolius. As diversas espécies são cruzadas artificialmente por horticultores para produzir híbridos ornamentais.
O nome genérico Brachychiton é composto por duas palavras gregas, que significam «curto» e «túnica», uma referência à capa de pêlos finos e curtos que cobrem a semente. O epíteto específico populneus teve origem na semelhança que a as folhas da espécie apresentam com as de algumas espécies do género Populus, os álamos e choupos.

## Sinonímia
- Brachychiton diversifolius R.Br., Plantae Javanicae Rariores: 234(1844)
- Sterculia diversifolia.[8]
- Poecilodermis populnea Schott & Endl. basónimo[9]

## Referencias
- Macoboy, S. (1991) What tree is that? (ISBN 1 86302 1310).